# Qaladze
Qaladze ou Qeladizê (en arabe et en kurde قەڵادزێ) est une ville de 74 000 habitants dans la région du Kurdistan irakien, au nord de Souleimaniye, près de la frontière iranienne. Qaladze signifie "Château des deux rivières" composé à partir des mots kurdes Qala = château, dw = deux et ze = rivière. Au sud-ouest de la ville, il y a une petite colline entre deux rivières.
La ville est entourée par des montagnes comme de nombreuses régions du Kurdistan. La ville est située dans la région "Peshdar". La ville entière a été dévastée pendant la guerre Iran-Irak et tous les résidents ont été transférés en plusieurs endroits du Kurdistan irakien, dont la plupart à Bazian, une petite ville située à l'ouest de Souleimaniye. Les habitants de Qaladze y demeurent jusqu'au soulèvement kurde contre le régime de Saddam Hussein en 1991, puis reviennent dans leur pays. La ville continue de se développer.
Le mercredi 24 avril 1974 à 9h15, Qaladze subit le premier raid aérien des forces de Saddam Hussein contre les Kurdes. La décision de relocaliser plus de 425 étudiants et enseignants à Qaladze en signe de solidarité avec Moustapha Barzani, chef de la révolution kurde aurait conduit le gouvernement baasiste à attaquer la ville. La ville est détruite. Bien que le nombre exact de victimes est inconnu, 132 enfants et étudiants sont tués et plus de 400 Kurdes sont blessés ou portés disparus. 
Deux jours après la première frappe aérienne sur Qaladze, l'attention de Saddam Hussein se tourne vers la ville de Halabja, deuxième victime des frappes aériennes.
Le 10 février 2013, les ministres du conseil du gouvernement régional kurde désigne le 24 avril comme la "Journée des Martyrs de l'Université" en hommage aux membres de l'université tombés ce jour-là. En 1981, l'Université de Souleimaniye est transférée à Erbil et renommée en Université Salahaddin.

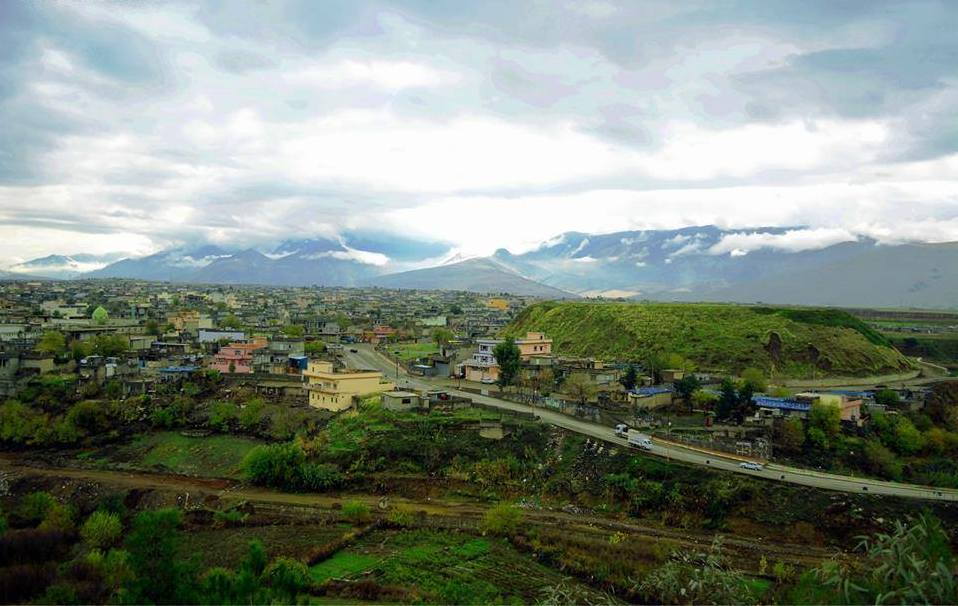
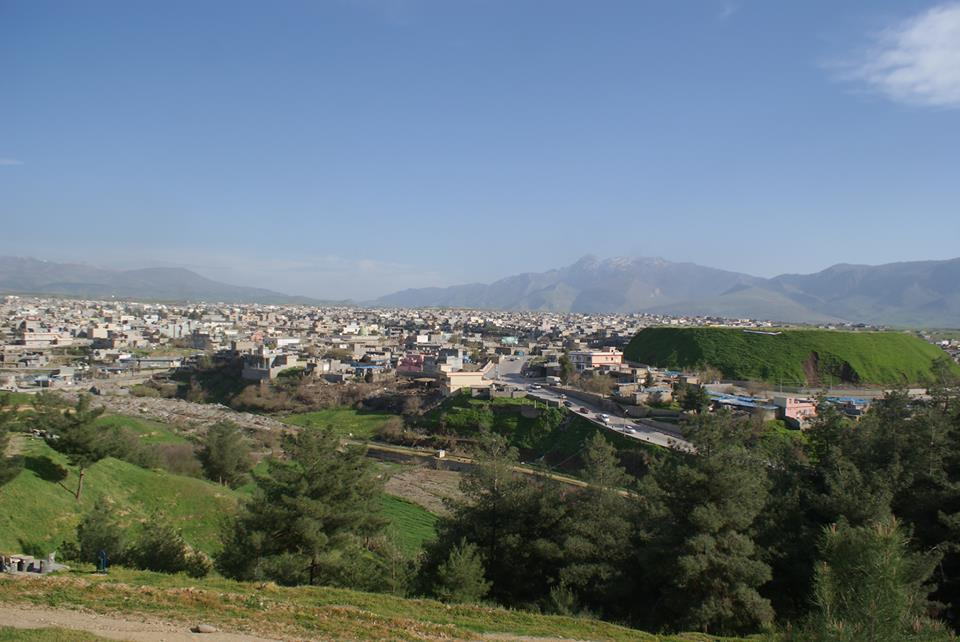
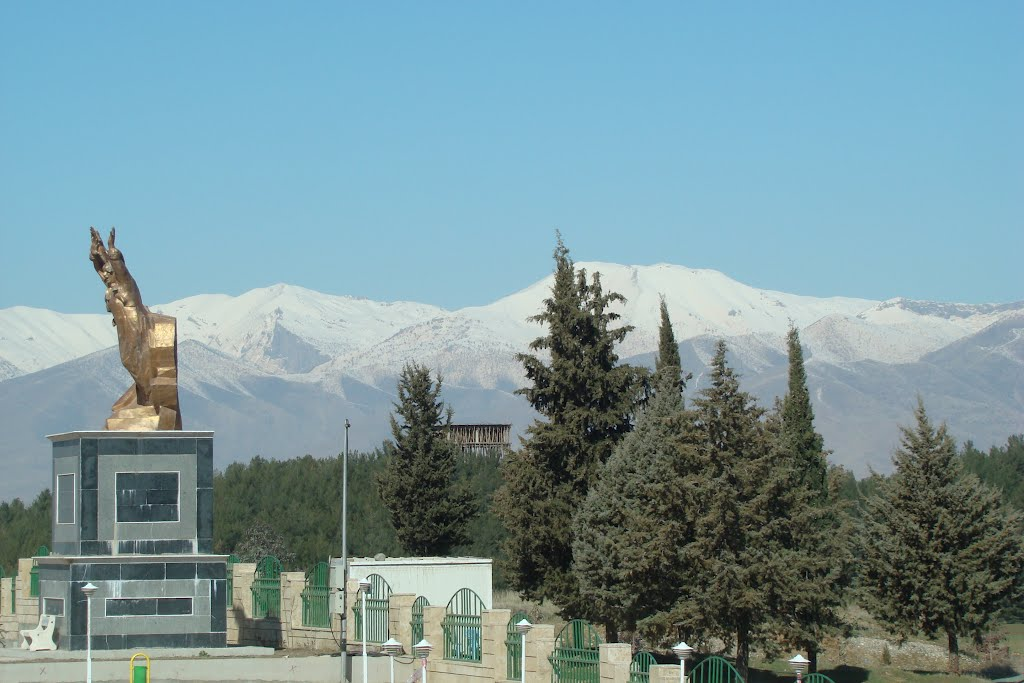
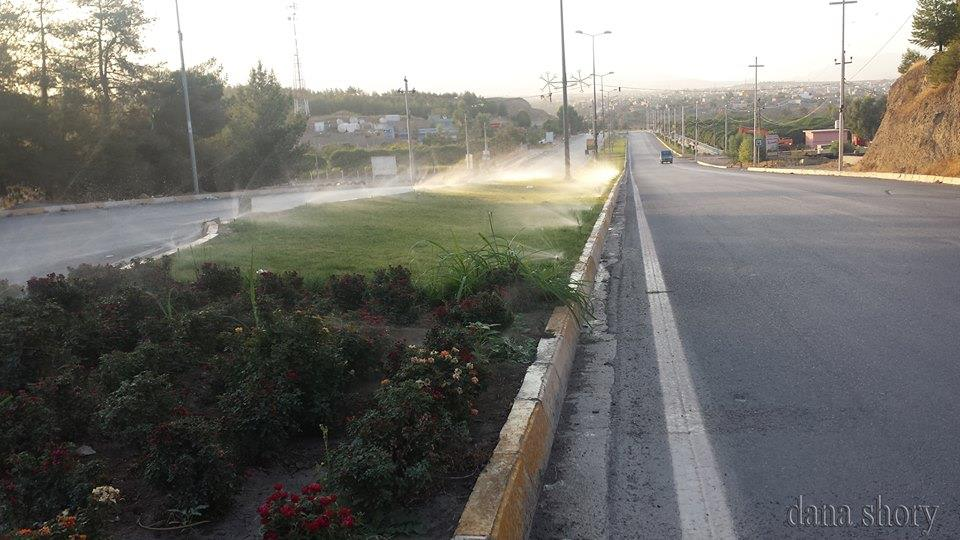
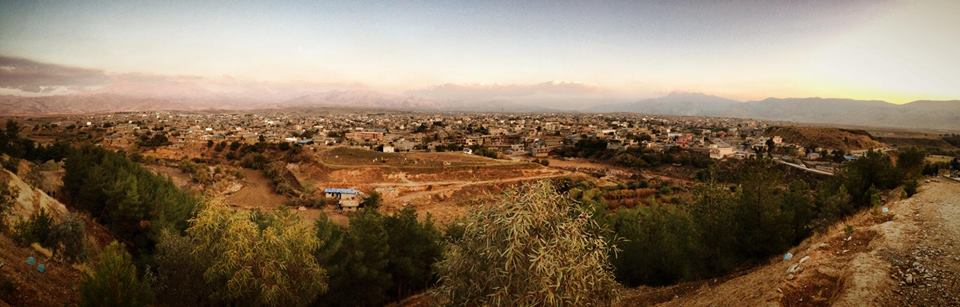
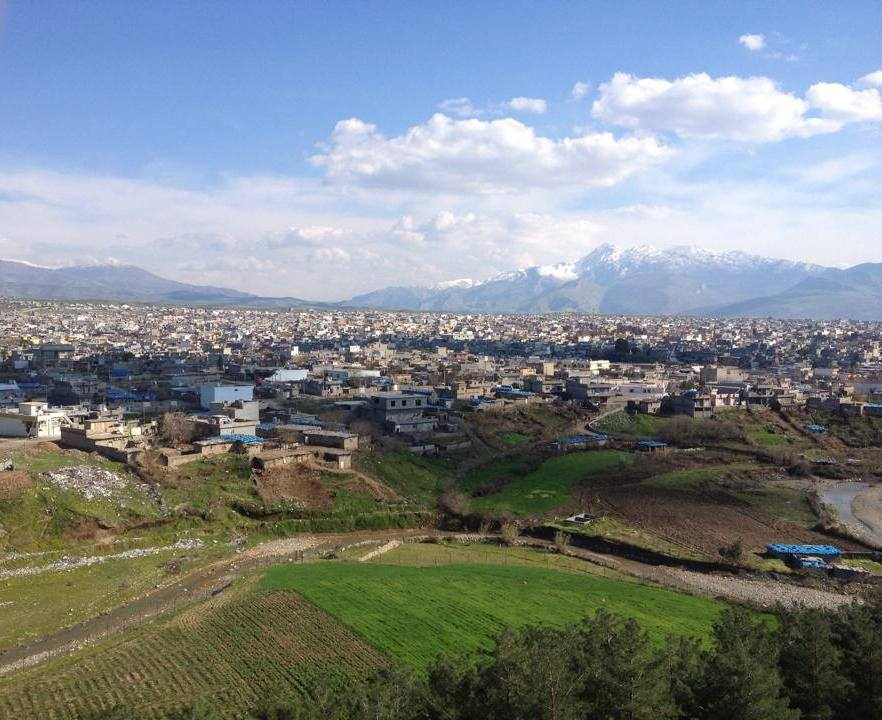
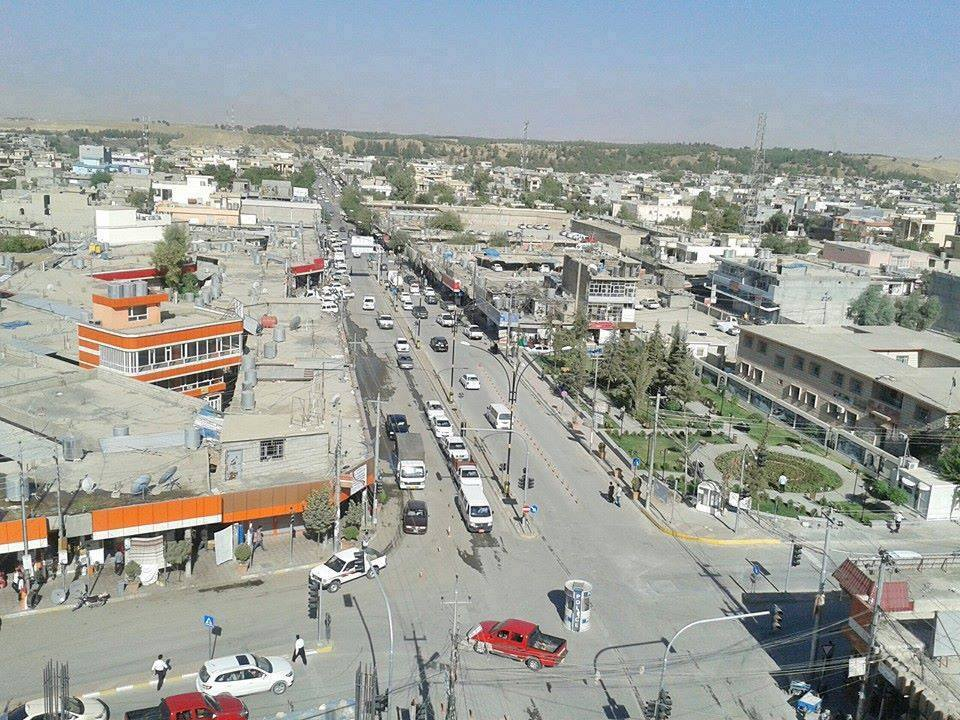